# Luiza Złotkowska
Luiza Złotkowska, född den 25 maj 1986 i Warszawa, Polen, är en polsk skridskoåkare.
Hon tog OS-brons i damernas lagtempo i  samband med de olympiska skridskotävlingarna 2010 i Vancouver.